# Paralaophonte zimmeri
Paralaophonte zimmeri is een eenoogkreeftjessoort uit de familie van de Laophontidae. De wetenschappelijke naam van de soort is voor het eerst geldig gepubliceerd in 1929 door Douwe.